# Bankovci (Serbia)
Bankovci (cyr. Банковци) – wieś w Serbii, w okręgu jablanickim, w gminie Crna Trava. W 2011 roku liczyła 31 mieszkańców.